# Tina Trebec
Tina Trebec (Postumia, 10 marzo 1990) è una cestista slovena.

## Carriera
Con la Slovenia ha disputato due edizioni dei Campionati europei (2017, 2021).